# مسجد سبزه‌میدان
مسجد سبزه میدان مربوط به دوره صفوی است و در اورمیه، میدان سبزه میدان واقع شده و این اثر در تاریخ ۱ آذر ۱۳۷۸ با شمارهٔ ثبت ۲۵۱۷ به‌عنوان یکی از آثار ملی ایران به ثبت رسیده است.